# Themis Adamantidis
Themis Adamantidis (griechisch Θέμης Αδαμαντίδης; * 28. September 1957 in Kesariani, Griechenland) ist ein griechischer Sänger und Songwriter. Er sollte Griechenland beim Eurovision Song Contest 1982 in Harrogate vertreten, aber Griechenland zog die Teilnahme zurück.

## Werdegang
Themis Adamantidis verbrachte einen Teil seiner Kindheit in der südafrikanischen Stadt Johannesburg, wohin seine Eltern 1964 ausgewandert waren. 1972 kehrte die Familie von Südafrika nach Griechenland zurück. Fünf Jahre später wanderte er nach Schweden aus.
Während eines Urlaubs in Griechenland nahm er bei „Na i Efkairía“ – einer Talentshow von ERT – teil, die er gewann. Daraufhin wurden ihm Verträge von verschiedenen Plattenlabeln angeboten – was ihn zu einer Rückkehr in sein Vaterland bewegte. 1980 veröffentlichte er sein erstes Album.
Er wurde 1982 von ERT ausgewählt, Griechenland beim Eurovision Song Contest in Harrogate mit dem Lied Sarantapénte Kopeliés zu vertreten. Nur wenige Wochen vor dem Wettbewerb zog ERT die Teilnahme auf Druck der griechischen Kultusministerin Melina Mercouri zurück. Der Eurovision Song Contest sei nicht qualitativ hochwertig genug, um der griechischen Musikszene ein Forum zu bieten. Eine andere Erklärung für die Nichtteilnahme ist, dass das Lied kein Original gewesen sei, sondern bereits veröffentlicht worden war. Themis sollte in Harrogate als Zweiter an den Start gehen.
Das Lied I nýchta myrízei giasemí (Die Nacht riecht nach Jasmin) war einer seiner größten Erfolge – es war 1982 auf der Compilation Ta Voriadákia veröffentlicht worden. 1999 feierte er ein Comeback mit dem Lied Ma poú na páo (Aber wohin soll ich gehen?) vom Album Vavél.

## Diskografie

### Alben (Auswahl)
- 1980: Agápisé Me
- 1982: Ponáme Ósoi Agapáme
- 1998: Vavél

### Singles (Auswahl)
- 1982: Sarantapénte Kopeliés
- 1982: I Nychta Myrizei Giasemi
- 2002: Hartina Oneira
- 2005: Sinnefiasmeni Kyriaki (mit Dimitris Basis & Dimitris Mitropanos)
- 2005: Ta Matoklada Sou Lampoun (mit Dimitris Basis & Dimitris Mitropanos)
- 2005: Erotiko (mit Dimitris Basis & Dimitris Mitropanos)
- 2005: Ma Pou Na Pao
- 2008: Revegion
- 2009: Kai Na Mouna
- 2017: Stin Kardia
- 2019: Vasilias (mit Kings)